# Pierre-Paul Ulmer
Pour les articles homonymes, voir Ulmer.
Pierre-Paul Ulmer, né le 29 août 1911 à Strasbourg et mort le 3 juin 1953 à Ravensbourg, est un résistant français, l'un des adjoints de Jean Moulin, pendant la Seconde Guerre mondiale. Il est compagnon de la libération. Après la guerre, il devient gouverneur de Ravensbourg et l'un des ouvriers de la réconciliation franco-allemande. 

## Biographie
Pierre-Paul Ulmer est le fils de Charles Paul Ulmer et de Germaine Sophie Henriette Wiedrich. Il épouse Caroline Eugénie Fischer.
En 1934, il est inspecteur de police aux Renseignements généraux de Lyon.  

### Seconde Guerre mondiale
Au début de la Seconde Guerre mondiale, en 1939, il est mobilisé au deuxième bureau de la marine. Il est quartier-maître. Après l'armistice, démobilisé, il reprend ses fonctions à Lyon. 
Dès 1940, il entre dans la Résistance et adhère à plusieurs mouvements clandestins ce qui attire les soupçons du gouvernement de Vichy qui le mute à la police régionale d'état.  
En juin 1942, il est recruté par Raymond Fassin, officier de liaison de la France libre auprès du mouvement de résistance Combat. Pierre-Paul Ulmer assure la protection de l'officier de liaison. 
En avril 1943, il est arrêté par la Gestapo, mais il est libéré grâce à sa connaissance de l'Allemand. En juillet 1943, Pierre-Paul Ulmer est commandant, il devient l'adjoint de Paul Rivière, chef de la section des atterrissages et des parachutages (SAP) de la région lyonnaise. Jusqu'en mai 1944, il organise ce service d'opérations aériennes et il participe personnellement, avec succès, aux opérations importantes de parachutage.
En mai 1944, à Pont-de-Veyle, il est arrêté par la Milice, mais réussit à s'évader.
En juin 1944, il est nommé chef de la SAP de la région de Clermont-Ferrand. Il remplace Yves Léger, abattu par deux agents de la Gestapo. Cette dernière a réussi à décapiter la délégation militaire régionale. Pierre-Paul Ulmer reconstruit le réseau des comités de réception de la SAP et permet ainsi de recevoir l'armement pour équiper le maquis du groupe « Auvergne ».
Après la libération de la région, sa connaissance de la langue allemande, lui permet d'être désigné pour un entraînement en Grande-Bretagne pour un futur parachutage en Allemagne qui capitule avant le déclenchement de la mission.

### Après la guerre
En 1947, Pierre-Paul Ulmer est nommé gouverneur militaire à Ravensbourg. Dès sa nomination, il s'investit dans la réconciliation franco-allemande.
À l'été 1953, Pierre-Paul Ulmer met fin à ses jours. Selon son souhait, il est inhumé dans le cimetière de Ravensbourg en présence d'une foule importante.

## Distinctions
- Chevalier de la Légion d'honneur par décret du 17 août 1945[3],[5] ;
- Compagnon de la Libération par décret du 6 avril 1945[3],[5] ;
- Croix de guerre 1939-1945[3],[5] ;
- Médaille de la Résistance française par décret du 29 janvier 1948 [3],[6] ;
- Ordre de l'Empire britannique à titre civil[3] ;
- Croix de guerre[3].